# 가가쓰메 나오즈미
가가쓰메 나오즈미(일본어: 加賀爪直澄, 1610년 ~ 1685년 10월 30일)는 에도 시대 전기의 하타모토, 다이묘이다. 가가쓰메 우에스기가 제8대 당주. 무사시 다카사카 번 초대 번주를 지냈다. 가가쓰메 다다즈미의 장남으로 태어났다.
| 전임 가가쓰메 다다즈미 | 제8대 가가쓰메 우에스기가 당주 1641년 ~ 1679년 | 후임 가가쓰메 나오키요 |

|  | 제1대 가게즈카 번 번주 (가가쓰메 우에스기가) 1668년 ~ 1679년 | 후임 가가쓰메 나오키요 |